# Recristalizare
Recristalizarea este o metodă de purificare care se realizează prin trecerea unui solid în soluție (eventual în topitură), urmată de cristalizare. Este o operație de cea mai mare importanță și largă aplicabilitate în laboratorul de chimie organică. De multe ori (în special la compuși noi) recristalizarea este o operație dificilă care necesită timp, răbdare și perseverență.